# Campionati mondiali di nuoto in vasca corta 2002
I campionati mondiali di nuoto in vasca corta 2002 si sono svolti dal 3 al 7 aprile 2002 presso l'Olympiskij Sport Komplex di Mosca in Russia. Sono stati la sesta edizione della competizione organizzata dalla Federazione internazionale del nuoto (FINA).

## Podi

### Uomini
| Evento                       | Oro                                                                  | Tempo    | Argento                                                          | Tempo    | Bronzo                                                                 | Tempo    |
| Stile libero                 |                                                                      |          |                                                                  |          |                                                                        |          |
| 50 m (05.04)                 | José Meolans Argentina                                               | 21,36    | Mark Foster Gran Bretagna                                        | 21,44    | Oleksandr Volynec' Ucraina Aleksandr Popov Russia                      | 21,55    |
| 100 m (07.04)                | Ashley Callus Australia                                              | 46,99    | José Meolans Argentina                                           | 47,09    | Salim Iles Algeria                                                     | 47,66    |
| 200 m (03.04)                | Klete Keller Stati Uniti                                             | 1:44,36  | Gustavo Borges Brasile                                           | 1:45,67  | Mark Johnston Canada                                                   | 1:45,88  |
| 400 m (05.04)                | Grant Hackett Australia                                              | 3:38,29  | Květoslav Svoboda Rep. Ceca                                      | 3:41,97  | Chad Carvin Stati Uniti                                                | 3:43,55  |
| 1500 m (07.04)               | Grant Hackett Australia                                              | 14:33,94 | Chris Thompson Stati Uniti                                       | 14:39,43 | Christian Minotti Italia                                               | 14:45,41 |
| Dorso                        |                                                                      |          |                                                                  |          |                                                                        |          |
| 50 m (06.04)                 | Matthew Welsh Australia                                              | 23,66    | Peter Marshall Stati Uniti                                       | 24,04    | Toni Helbig Germania                                                   | 24,17    |
| 100 m (04.04)                | Matthew Welsh Australia                                              | 51,26    | Aaron Peirsol Stati Uniti                                        | 51,71    | Peter Marshall Stati Uniti                                             | 51,84    |
| 200 m (07.04)                | Aaron Peirsol Stati Uniti                                            | 1:51,17  | Marko Strahija Croazia                                           | 1:53,08  | Blaž Medvešek Slovenia                                                 | 1:53,66  |
| Rana                         |                                                                      |          |                                                                  |          |                                                                        |          |
| 50 m (07.04)                 | Oleg Lisogor Ucraina                                                 | 26,42    | José Couto Portogallo                                            | 27,22    | Eduardo Fischer Brasile                                                | 27,26    |
| 100 m (03.04)                | Oleg Lisogor Ucraina                                                 | 58,33    | Kōsuke Kitajima Giappone                                         | 59,10    | Jarno Pihlava Finlandia                                                | 59,22    |
| 200 m (05.04)                | Jim Piper Australia                                                  | 2:07,16  | David Denniston Stati Uniti                                      | 2:07,42  | Jarno Pihlava Finlandia                                                | 2:07,61  |
| Farfalla                     |                                                                      |          |                                                                  |          |                                                                        |          |
| 50 m (06.04)                 | Geoff Huegill Australia                                              | 22,89    | Adam Pine Australia                                              | 23,29    | Mark Foster Gran Bretagna                                              | 23,36    |
| 100 m (04.04)                | Geoff Huegill Australia                                              | 50,95    | Adam Pine Australia                                              | 51,27    | Igor Marchenko Russia                                                  | 51,41    |
| 200 m (07.04)                | James Hickman Gran Bretagna                                          | 1:53,14  | Justin Norris Australia                                          | 1:54,07  | Ștefan Gherghel Romania                                                | 1:54,16  |
| Misti                        |                                                                      |          |                                                                  |          |                                                                        |          |
| 100 m (07.04)                | Peter Mankoč Slovenia                                                | 52,90    | Jani Sievinen Finlandia                                          | 53,78    | Jacob Andersen Danimarca                                               | 54,31    |
| 200 m (05.04)                | Jani Sievinen Finlandia                                              | 1:55,45  | Peter Mankoč Slovenia                                            | 1:56,13  | Thomas Wilkens Stati Uniti                                             | 1:57,34  |
| 400 m (04.04)                | Thomas Wilkens Stati Uniti                                           | 4:04,82  | Brian Johns Canada                                               | 4:06,85  | Jacob Carstensen Danimarca                                             | 4:08,92  |
| Staffetta                    |                                                                      |          |                                                                  |          |                                                                        |          |
| 4x100 m stile libero (03.04) | Stati Uniti Scott Tucker Peter Marshall Jason Lezak Klete Keller     | 3:10,64  | Svezia Eric Lafleur Stefan Nystrand Lars Frölander Mathias Ohlin | 3:11,14  | Russia Leonid Jojlov Aleksandr Popov Denis Pimankov Andrei Kapralov    | 3:11,24  |
| 4x200 m stile libero (04.04) | Australia Todd Pearson Ray Hass Leon Dunne Grant Hackett             | 7:00,36  | Russia Denis Rodkin Yuri Prilukov Ilia Nikitin Andrei Kapralov   | 7:05,36  | Stati Uniti Chad Carvin Erik Vendt Scott Tucker Klete Keller           | 7:08,73  |
| 4x100 m misti (07.04)        | Stati Uniti Aaron Peirsol David Denniston Peter Marshall Jason Lezak | 3:29,00  | Australia Geoff Huegill Jim Piper Adam Pine Ashley Callus        | 3:29,35  | Russia Evgeni Alechin Dimitri Komornikov Igor Marchenko Denis Pimankov | 3:30,21  |

### Donne
| Evento                       | Oro                                                                             | Tempo   | Argento                                                                | Tempo   | Bronzo                                                     | Tempo   |
| Stile libero                 |                                                                                 |         |                                                                        |         |                                                            |         |
| 50 m (07.04)                 | Therese Alshammar Svezia                                                        | 24,16   | Alison Sheppard Gran Bretagna                                          | 24,28   | Tammie Stone Stati Uniti                                   | 24,65   |
| 100 m (05.04)                | Therese Alshammar Svezia                                                        | 52,89   | Martina Moravcová Slovacchia                                           | 52,96   | Xu Yanwei Cina                                             | 53,35   |
| 200 m (07.04)                | Lindsay Benko Stati Uniti                                                       | 1:54,04 | Yang Yu Cina                                                           | 1:55,34 | Xu Yanwei Cina                                             | 1:55,63 |
| 400 m (05.04)                | Yana Klochkova Ucraina                                                          | 4:01,26 | Chen Hua Cina                                                          | 4:03,81 | Rachel Komisarz Stati Uniti                                | 4:06,30 |
| 800 m (04.04)                | Chen Hua Cina                                                                   | 8:16,34 | Irina Ufimtseva Russia                                                 | 8:21,91 | Flavia Rigamonti Svizzera                                  | 8:23,38 |
| Dorso                        |                                                                                 |         |                                                                        |         |                                                            |         |
| 50 m (07.04)                 | Jennifer Carroll Canada                                                         | 27,38   | Haley Cope Stati Uniti                                                 | 27,44   | Diana MacManus Stati Uniti                                 | 27,60   |
| 100 m (04.04)                | Haley Cope Stati Uniti                                                          | 59,07   | Ilona Hlaváčková Rep. Ceca                                             | 59,13   | Diana MacManus Stati Uniti                                 | 59,45   |
| 200 m (05.04)                | Lindsay Benko Stati Uniti                                                       | 2:04,97 | Reiko Nakamura Giappone                                                | 2:07,30 | Iryna Amshennikova Ucraina                                 | 2:07,71 |
| Rana                         |                                                                                 |         |                                                                        |         |                                                            |         |
| 50 m (04.04)                 | Emma Igelström Svezia                                                           | 29,96   | Luo Xuejuan Cina                                                       | 30,17   | Zoe Baker Gran Bretagna                                    | 30,56   |
| 100 m (06.04)                | Emma Igelström Svezia                                                           | 1:05,38 | Sarah Poewe Sudafrica                                                  | 1:06,16 | Luo Xuejuan Cina                                           | 1:06,36 |
| 200 m (07.04)                | Qi Hui Cina                                                                     | 2:20,91 | Emma Igelström Svezia                                                  | 2:21,30 | Mirna Jukić Austria                                        | 2:21,63 |
| Farfalla                     |                                                                                 |         |                                                                        |         |                                                            |         |
| 50 m (05.04)                 | Anna-Karin Kammerling Svezia                                                    | 25,55   | Petria Thomas Australia                                                | 26,36   | Vered Borochovski Israele                                  | 26,38   |
| 100 m (07.04)                | Martina Moravcová Slovacchia                                                    | 57,04   | Petria Thomas Australia                                                | 57,91   | Anna-Karin Kammerling Svezia                               | 58,12   |
| 200 m (03.04)                | Petria Thomas Australia                                                         | 2:05,76 | Yang Yu Cina                                                           | 2:06,10 | Mary Descenza Stati Uniti                                  | 2:06,17 |
| Misti                        |                                                                                 |         |                                                                        |         |                                                            |         |
| 100 m (05.04)                | Martina Moravcová Slovacchia                                                    | 59,91   | Gabrielle Rose Stati Uniti                                             | 1:00,68 | Alison Sheppard Gran Bretagna                              | 1:00,88 |
| 200 m (06.04)                | Yana Klochkova Ucraina                                                          | 2:08,82 | Gabrielle Rose Stati Uniti                                             | 2:09,77 | Oxana Verevka Russia                                       | 2:11,25 |
| 400 m (03.04)                | Yana Klochkova Ucraina                                                          | 4:30,63 | Alenka Kejžar Slovenia                                                 | 4:35,44 | Georgina Bardach Argentina                                 | 4:36,36 |
| Staffetta                    |                                                                                 |         |                                                                        |         |                                                            |         |
| 4x100 m stile libero (06.04) | Svezia Josefin Lillhage Therese Alshammar Johanna Sjöberg Anna-Karin Kammerling | 3:35,09 | Australia Sarah Ryan Petria Thomas Giaan Rooney Elka Graham            | 3:35,97 | Cina Yang Yu Tang Jingzhi Zhu Yingwen Xu Yanwei            | 3:36,18 |
| 4x200 m stile libero (03.04) | Cina Xu Yanwei Zhu Yingwen Tang Jingzhi Yang Yu                                 | 7:46,30 | Stati Uniti Lindsay Benko Gabrielle Rose Colleen Lanne Rachel Komisarz | 7:47,55 | Australia Elka Graham Petria Thomas Lori Munz Giaan Rooney | 7:49,50 |
| 4x100 m misti (05.04)        | Svezia Therese Alshammar Emma Igelström Anna-Karin Kammerling Johanna Sjöberg   | 3:55,78 | Stati Uniti Haley Cope Amanda Beard Rachel Komisarz Lindsay Benko      | 3:57,17 | Cina Zhan Shu Luo Xuejuan Zheng Xi Xu Yanwei               | 3:57,29 |

## Medagliere
| Posiz. | Nazione       | Oro | Argento | Bronzo | Totale |
| ------ | ------------- | --- | ------- | ------ | ------ |
| 1      | Australia     | 10  | 7       | 1      | 18     |
| 2      | Stati Uniti   | 8   | 9       | 9      | 26     |
| 3      | Svezia        | 7   | 2       | 1      | 10     |
| 4      | Ucraina       | 5   | 0       | 2      | 7      |
| 5      | Cina          | 3   | 4       | 5      | 12     |
| 6      | Slovacchia    | 2   | 1       | 0      | 3      |
| 7      | Gran Bretagna | 1   | 2       | 3      | 6      |
| 8      | Slovenia      | 1   | 2       | 1      | 4      |
| 9      | Finlandia     | 1   | 1       | 2      | 4      |
| 10     | Argentina     | 1   | 1       | 1      | 3      |
| 10     | Canada        | 1   | 1       | 1      | 3      |
| 12     | Russia        | 0   | 2       | 5      | 7      |
| 13     | Rep. Ceca     | 0   | 2       | 0      | 2      |
| 13     | Giappone      | 0   | 2       | 0      | 2      |
| 15     | Brasile       | 0   | 1       | 1      | 2      |
| 16     | Croazia       | 0   | 1       | 0      | 1      |
| 16     | Portogallo    | 0   | 1       | 0      | 1      |
| 16     | Sudafrica     | 0   | 1       | 0      | 1      |
| 19     | Danimarca     | 0   | 0       | 2      | 2      |
| 20     | Italia        | 0   | 0       | 1      | 1      |
| 20     | Romania       | 0   | 0       | 1      | 1      |
| 20     | Algeria       | 0   | 0       | 1      | 1      |
| 20     | Germania      | 0   | 0       | 1      | 1      |
| 20     | Israele       | 0   | 0       | 1      | 1      |
| 20     | Austria       | 0   | 0       | 1      | 1      |
| 20     | Svizzera      | 0   | 0       | 1      | 1      |